# Turá
Turá (in ungherese Tőre) è un comune della Slovacchia facente parte del distretto di Levice, nella regione di Nitra.